# Avril 1799
Cette page présente les faits marquants du mois d'avril 1799.

## Événements

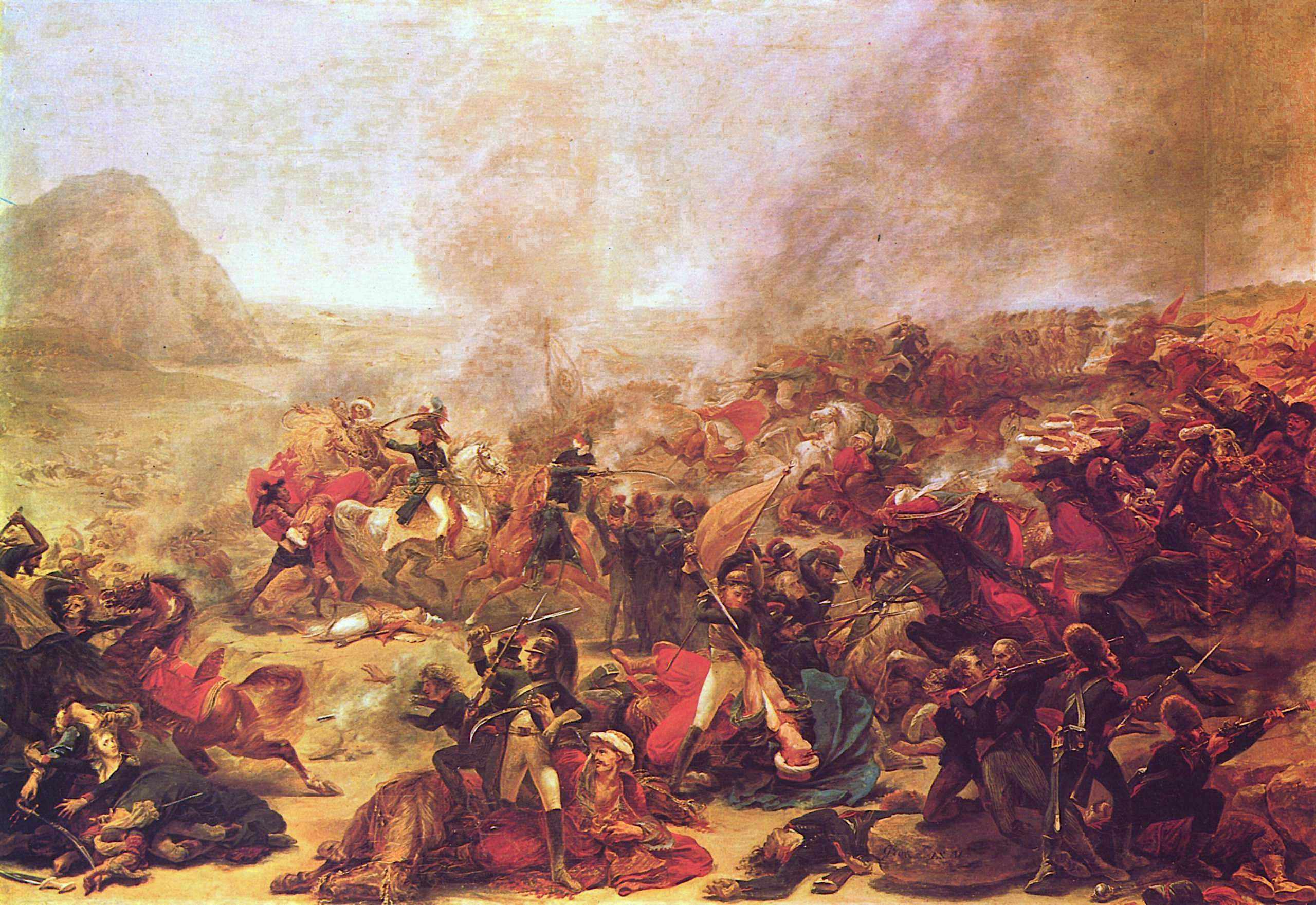
8 avril : le Combat de Nazareth, remporté par Junot, toile d'Antoine-Jean Gros, 1801

- Révolte des Khoikhoi et des Xhosa. Troisième guerre cafre entre colons d’Afrique du Sud et Bantou (fin en 1803)[1].
- Avril à juin 1799 : Siège de Mantoue .
- 1er avril : Johannes Theodorus van der Kemp arrive au Cap pour le compte de la London Missionary Society[2]. Médecin et théologien imprégné d’humanisme égalitaire, il épouse une Hottentote.
- 5 avril : défaite de l'armée d'Italie à la bataille de Magnano (Moreau)[3].
- 12 avril : création de la Society for Missions in Africa and the East, future Church Missionary Society[4].
- 15 au 16 avril : Bataille du Mont-Thabor.
- 18 avril, France (29 germinal an VII) : les élections de germinal an VII se déroulent dans un climat d'inquiétude (déflation, conscription, réorganisation fiscale, insécurité, guerre). Elles sont défavorables aux triumvirs (Barras, La Révellière-Lépeaux, Reubell). Les Conseils valident les élections.
- 27 avril : le général russe Souvorov bat Moreau à Cassano[3], occupe Milan (28 avril) et Turin (26 mai).
- 28 avril : assassinat de deux des plénipotentiaires français au congrès de Rastatt par les hussards de Barbaczy[5].

## Naissances
- 25 avril : Jean-Baptiste Bouillet (mort en 1878), géologue, banquier et ethnographe français[6].

## Décès
- 1er avril : Jacques-Étienne Montgolfier, inventeur français (° 1745).
- 3 avril : Pierre Charles Le Monnier (né en 1715), astronome français.
- 27 avril : Louis Marie de Caffarelli du Falga, militaire français, général de brigade, général de la Révolution (° 13 février 1756).